# Cot Lada
Cot Lada is een bestuurslaag in het regentschap Aceh Barat van de provincie Atjeh, Indonesië. Cot Lada telt 105 inwoners (volkstelling 2010).